# Micah Christenson
Micah Makanamaikalani Christenson (Honolulu, 8 maggio 1993) è un pallavolista statunitense, palleggiatore del Verona.

## Carriera

### Club
La carriera di Micah Christenson inizia a livello giovanile con l'Outrigger e contemporaneamente a livello scolastico, giocando per la Kamehameha Schools. In seguito entra a far parte della squadra della Southern California, dove gioca dal 2012 al 2015, raggiungendo al finale della NCAA Division I persa contro la UC Irvine nel suo freshman year.
Al termine della carriera universitaria, firma per la stagione 2015-16 con la Lube di Treia, club della Superlega italiana, dove resta per tre annate, vincendo la Coppa Italia 2016-17 e lo scudetto 2016-17. Per il campionato 2018-19 viene ingaggiato dal Modena, sempre nella massima divisione italiana, con cui, in un triennio, conquista la Supercoppa italiana 2018, venendo premiato come miglior giocatore della competizione.
Nella stagione 2021-22 si accasa nella Superliga russa, dove difende i colori dello Zenit-Kazan, conquistando, nell'arco di quattro stagioni, tre scudetti, altrettante edizioni della Coppa di Russia e due Supercoppe.
Per l'annata 2025-26 fa ritorno nella Superlega italiana, ingaggiato dal Verona.

### Nazionale
Fa parte delle selezioni giovanili statunitensi, vincendo la medaglia d'argento al campionato nordamericano Under-19 2010 e quella d'oro al campionato nordamericano Under-21 nel 2010 e nel 2012, venendo premiato in entrambi i tornei come miglior palleggiatore.
Nel 2013 inizia a giocare nella nazionale statunitense maggiore in occasione del campionato nordamericano, nel quale vince la medaglia d'oro, oltre a quella alla World League 2014, quella di bronzo nell'edizione 2015, la medaglia d'argento alla NORCECA Champions Cup 2015 e quella d'oro alla Coppa del Mondo 2015.
In seguito conquista il bronzo ai Giochi della XXXI Olimpiade, la medaglia d'oro al campionato nordamericano 2017, dove viene premiato come MVP e, nel 2018, quella di bronzo alla Volleyball Nations League e al campionato mondiale. Nel 2019 invece vince l'argento alla Volleyball Nations League e quella di bronzo alla Coppa del Mondo. Nel 2022 conquista nuovamente l'argento alla Volleyball Nations League, metallo bissato anche nell'edizione successiva, venendo premiato in entrambi i casi come miglior palleggiatore; un anno dopo si aggiudica l'oro al campionato nordamericano, ricevendo in questo caso di premio come miglior giocatore del torneo, e alla Coppa del Mondo.
Nel 2024 mette al collo il bronzo ai Giochi della XXXIII Olimpiade.

## Palmarès

### Club
- Campionato italiano: 1

2016-17
- Campionato russo: 3

2022-23, 2023-24, 2024-25
- Coppa Italia: 1

2016-17
- Coppa di Russia: 3

2021, 2022, 2023
- Supercoppa italiana: 1

2018
- Supercoppa russa: 2

2023, 2024

### Nazionale (competizioni minori)
- Campionato nordamericano Under-19 2010
- Campionato nordamericano Under-21 2010
- Campionato nordamericano Under-21 2012
- NORCECA Champions Cup 2015

### Premi individuali
- 2010 - Campionato nordamericano Under-21: Miglior palleggiatore
- 2012 - National Newcomer of the Year
- 2012 - All-America Second Team
- 2012 - Campionato nordamericano Under-21: Miglior palleggiatore
- 2013 - Campionato nordamericano: Miglior palleggiatore
- 2013 - Campionato nordamericano: Miglior servizio
- 2014 - All-America First Team
- 2015 - All-America First Team
- 2015 - Coppa del Mondo: Miglior palleggiatore
- 2017 - Campionato nordamericano: MVP
- 2018 - Campionato mondiale: Miglior palleggiatore
- 2018 - Supercoppa italiana: MVP
- 2019 - Volleyball Nations League: Miglior palleggiatore
- 2019 - Coppa del Mondo: Miglior palleggiatore
- 2022 - Volleyball Nations League 2022: Miglior palleggiatore
- 2023 - Volleyball Nations League 2023: Miglior palleggiatore
- 2023 - Campionato nordamericano: MVP